# Народна скупштина Републике Србије
Народна скупштина Републике Србије је једнодомно законодавно тело Србије. Чини је 250 народних посланика који су изабрани тајним гласањем по пропорционалном изборном систему на четворогодишњи мандат. Скупштина бира председника који председава седницама.
Народна скупштина врши врховну законодавну власт. Усваја и мења Устав, бира Владу, именује и разрешава судије Уставног суда, бира четири члана Високог савета судства, четири члана Високог савета тужилаштва, као и врховног јавног тужиоца и одлучује о престанку његове функције, гувернера Народне банке Србије и друге државне функционере. Све одлуке се доносе већином гласова народних посланика, осим за промену Устава када је потребна двотрећинска већина.
Заседа у Дому Народне скупштине у Београду.

## Историја

### Од Књажевине Србије до Краљевине Југославије
Први закон о Народној скупштини Србије донет је 28. октобра 1858. године. На основу њега сазвана је Светоандрејска скупштина, одржана од 30. новембра 1858. до 31. јануара 1859. године (по јулијанском календару) у Београду. Тиме је успостављена установа народне скупштине и ударен темељ демократије у Србији.
Актом уједињења, 1. децембра 1918. и стварањем Краљевства Срба, Хрвата и Словенаца, престала је законодавна функција свих народних представништава на територији уједињене државе. Српска народна скупштина састала се последњи пут 14. децембра 1918. године.

### Комунистичка власт и једнопартијски систем
После 1944. године, Југославијом и Србијом завладала је Комунистичка партија Југославије на челу са Јосипом Брозом Титом. Србија је постала једна од шест република нове социјалистичке, федералне југословенске државе. На великој Антифашистичкој народно-ослободилачкој Скупштини Србије, одржаној од 9. до 12. новембра 1944. године у Београду учествовало је 989 посланика. Они нису били бирани од стране народа, већ делегирани из редова народно-ослободилачких одбора, формираних од стране КПЈ Јосипа Броза. Тада је донета одлука о формирању Антифашистичке скупштине народног ослобођења Србије (АСНОС).
У току 45 година једнопартијске владавине СКЈ, Скупштина Србије је имала следеће називе:
- Народна Скупштина Србије (1945—1946)
- Народна скупштина Народне Републике Србије (1946—1963)
- Скупштина Социјалистичке Републике Србије (1963—1990)
- Народна Скупштина Републике Србије (1990)

### Обнова вишепартијског система
Уставом Србије од септембра 1990. године, српски парламент је установљен као једнодоман који броји 250 посланика. Предвиђено је да се они бирају сваке четврте године на слободним и тајним изборима.
Први вишепартијски избори за Скупштину Србије одржани су децембра те 1990. Највише посланичких места освојила је Социјалистичка партија Србије - 194. За председника парламента изабран је Слободан Унковић, а за председника српске Владе Драгутин Зеленовић.

#### 1992.
Ванредни скупштински избори одржани су 20. децембра 1992. године. Поново је највише посланичких места 101 освојио СПС, 73 посланика добила је Српска радикална странка, ДЕПОС је освојио 50 посланичких места, Демократска заједница војвођанских Мађара је освојила 9 места, Демократска странка (Србија) је освојила 6 места, Група грађана – Жељко Ражнатовић освојила је 5 места. За председника Скупштине изабран је Зоран Лилић, а републички премијер постао је Никола Шаиновић.

#### 1993.
На новим ванредним изборима, 19. децембра 1993. године, СПС поново осваја највише, 123 посланичка места, ДЕПОС је освојио 45 места, СРС је освојила 39 места, Демократска странка (Србија) 29 места, а Нова демократија 5 места. Председник парламента постаје Драган Томић, а премијер Србије Мирко Марјановић.

#### 1997.
Први редовни избори за парламент одржани су 21. септембра 1997. године. Коалиција СПС - ЈУЛ - Нова демократија осваја 110 мандата, СРС је добила 82 посланичка места, СПО је добио 45 посланика. Томић и Марјановић остају и даље на својим функцијама.

#### Период после 5. октобра 2000.
Ванредни избори за парламент одржани су децембра 2000. године, два месеца после краја десетогодишње власти социјалиста.
Демократска опозиција Србије осваја 176 посланичких места, СПС је добио 37 посланичких места, Српска радикална странка је добила 23 посланичка места, а Странка српског јединства је добила 14 места. Председник Скупштине постаје Драган Маршићанин, а премијер Србије Зоран Ђинђић.
Нови ванредни избори за Скупштину Србије одржани су децембра 2003. године. Највише посланичких места 82 освојила је Српска радикална странка, Демократска странка Србије добила је 53 места, Демократска странка (Србија) добила је 37 места, Г17 + добила је 34 места, а коалиција Српски покрет обнове – Нова Србија и Социјалистичка партија Србије добили су по 22 места. Председник парламента постаје поново Драган Маршићанин (касније га је заменио Предраг Марковић), а за председника Владе Србије изабран је Војислав Коштуница.
Скупштина је током 2005. године усвојила највише закона у историји српског парламентаризма - преко 200. Поред тога, усвојено је неколико државних докумената о стању на Косову и Метохији. У фебруару 2006. године, седници парламента на којој се расправљало о извештају београдског преговарачког тима за Космет, присуствовали су председник Србије Борис Тадић, премијер Коштуница, и чланови Владе.

#### 2007.
На ванредним изборима у јануару 2007, највише мандата 81 освојила је Српска радикална странка, Демократска странка добила је 64 посланичка мандата, а трећа по снази била је коалиција Демократска странка Србије-Нова Србија са 47 места. Посланичке мандате добиле су и Г17+, коалиција ЛДП−ГСС−СДУ−ЛСВ, као и пет изборних листа националних мањина. Нови сазив конституисан је 14. фебруара, верификацијом посланичких мандата, а седница је настављена 7. маја и 8. маја бирањем Томислава Николића за председника Скупштине. За њега су гласали посланици СРС, ДСС-НС и СПС. Међутим, после формирања нове скупштинске већине (ДС-ДСС-Г 17 плус) и захтева за његово разрешење, Николић је 13. маја поднео оставку на своју функцију. 15. маја, нова Влада је ступила на дужност именовањем Војислава Коштунице за премијера.

#### 2008.
На изборима за скупштину 25. јуна 2008. посланици листе За европску Србију-Борис Тадић, у којој су биле ДС-Г17+-СДП-СПО-ЛСВ-Српска листа за Косово и Метохију, добили су 102 посланичка мандата. Српска радикална странка добила је 78 места, коалиција Демократска странка Србије – Нова Србија добила је 30 места, коалиција СПС-ПУПС-ЈС добила је 20 мандата.
Посланици листе За европску Србију-Борис Тадић, посланици коалиције СПС-ПУПС-ЈС и посланици мањина изабрали су Славицу Ђукић Дејановић за председницу Народне скупштине.

#### 2012.
На изборима за скупштину 6. маја 2012. листа Покренимо Србију – Томислав Николић добила је 73 посланичка места, листа Избор за бољи живот - Борис Тадић која је добила је 67 посланичких места, коалиција Ивица Дачић – СПС, ПУПС, ЈС добила је 44 посланичка места, а Демократска странка Србије добила је 21 место, Листа Чедомир Јовановић – Преокрет добила је 19 места, листа Уједињени региони Србије – Млађан Динкић добила је 16 места, Савез војвођанских Мађара добио је 5 места. Након конституисања скупштине, 23. јула 2012. године посланици листа Покренимо Србију (73 мандата), СПС-ПУПС-ЈС (44 мандата), Уједињени региони Србије (16 мандата), Социјалдемократска партија Србије (9 мандата) и Странка демократске акције Санџака (2 мандата) изгласали су Небојшу Стефановића за новог председника Народне скупштине.

## Актуелни сазив од 2024. године
Распоред мандата према изборним резултатима.
| Изборна листа                             | места | Партије                                                     | места |
| ----------------------------------------- | ----- | ----------------------------------------------------------- | ----- |
| Александар Вучић — Србија не сме да стане | 129   | Српска напредна странка                                     | 104   |
| Александар Вучић — Србија не сме да стане | 129   | Партија уједињених пензионера Србије — Солидарност и правда | 6     |
| Александар Вучић — Србија не сме да стане | 129   | Социјалдемократска партија Србије                           | 6     |
| Александар Вучић — Србија не сме да стане | 129   | Здрава Србија                                               | 3     |
| Александар Вучић — Србија не сме да стане | 129   | Покрет социјалиста                                          | 2     |
| Александар Вучић — Србија не сме да стане | 129   | Српска народна партија                                      | 2     |
| Александар Вучић — Србија не сме да стане | 129   | Српски покрет обнове                                        | 2     |
| Александар Вучић — Србија не сме да стане | 129   | Народна сељачка странка                                     | 1     |
| Александар Вучић — Србија не сме да стане | 129   | Уједињена сељачка странка                                   | 1     |
| Александар Вучић — Србија не сме да стане | 129   | Српска левица                                               | 1     |
| Александар Вучић — Србија не сме да стане | 129   | Савез социјалдемократа                                      | 1     |
| Србија против насиља                      | 65    | Странка слободе и правде                                    | 16    |
| Србија против насиља                      | 65    | Народни покрет Србије                                       | 12    |
| Србија против насиља                      | 65    | Зелено-леви фронт                                           | 9     |
| Србија против насиља                      | 65    | Србија центар                                               | 9     |
| Србија против насиља                      | 65    | Демократска странка                                         | 8     |
| Србија против насиља                      | 65    | Еколошки устанак – Ћута                                     | 5     |
| Србија против насиља                      | 65    | Покрет слободних грађана                                    | 3     |
| Србија против насиља                      | 65    | Ново лице Србије                                            | 2     |
| Србија против насиља                      | 65    | Удружени синдикати Србије „Слога”                           | 1     |
| Ивица Дачић — Премијер Србије             | 18    | Социјалистичка партија Србије                               | 12    |
| Ивица Дачић — Премијер Србије             | 18    | Јединствена Србија                                          | 5     |
| Ивица Дачић — Премијер Србије             | 18    | Зелени Србије                                               | 1     |
| Национално демократска алтернатива        | 13    | Нова демократска странка Србије                             | 7     |
| Национално демократска алтернатива        | 13    | Покрет обнове Краљевине Србије                              | 6     |
| Ми — Глас из народа                       | 13    | —                                                           | —     |
| Савез војвођанских Мађара                 | 6     | —                                                           | —     |
| Странка правде и помирења                 | 2     | —                                                           | —     |
| Странка демократске акције Санџака        | 2     | —                                                           | —     |
| Партија за демократско деловање           | 1     | —                                                           | —     |
| Руска странка                             | 1     | —                                                           | —     |

## Скупштинско здање
Зграде у којима су се одржавале седнице скупштине Србије током историје су:
- „Велика пивара“ (у њој је одржана Светоандрејска скупштина),
- Народно позориште
- Капетан Мишино здање (Велика школа)
- зграда касарне на углу Милоша Великог и Краљице Наталије[13] (1882—1918);
- зграда коњичке касарне у Улици кнеза Милоша (1918—1931);
- зграда школе јахања „Мањеж“ (данас Југословенско драмско позориште) (1931—1936);
- у Крагујевцу, у згради Народне скупштине која је сазидана по налогу кнеза Милоша 1859;
- у Нишу, Основна школа „Свети Сава“ код Саборне цркве и зграда Официрског дома.
- У згради у улици Краља Милана бр. 14 у Београду је до раздвајања Србије и Црне Горе заседао републички Парламент.

Данас се скупштинске седнице одржавају у Дому Народне скупштине, у којем је, до раздвајања Србије и Црне Горе, заседала Савезна скупштина. Од 1936—1941. је била Скупштина Краљевине Југославије.

## Галерија
- Народна скупштина Републике Србије
- Главни улаз са централном куполом Дома Народне скупштине
- Поглед са трга Николе Пашића
- Поглед из Пионирског парка